# Taraxacum bellum
Taraxacum bellum — вид квіткових рослин з родини айстрових (Asteraceae). Вид зростає в Європі: Данія, Німеччина (Гессен), Польща, Чехія; це багаторічна рослина помірних біомів.

## Біоморфологічна характеристика
T. bellum належить до видової групи sect. Ruderalia з чудовим розсіченим листям з вузькими лопатями та багатьма зубцями, а також вузькокрилими рожево-фіолетовими черешками. T. bellum нагадує T. altissimum, але має світле листя, бічні лопаті якого часто булавоподібні та більш тупі, ніж у T. altissimum, а також з більшою кількістю довших зубців на нижніх краях лопатей. Зовнішні приквітки T. bellum мають ширші краї, ніж у T. altissimum, а язичкові листки не мають червоних кінчиків, як у останнього виду.